# Gullpudra
Gullpudra (Chrysosplenium alternifolium) är en ört med gula blommor.

## Beskrivning
Gullpudra kan bli 15 centimeter hög och har upprätta blomskott som avslutas i kvastlika blomställningar. Dess blommor är små och guldgula i färgen, högbladen är gulgröna och vågrätt ställda. Dess blad har en njurlik form och naggade kanter. 

## Habitat
Gullpudran förekommer i nästan hela Europa, så långt norrut som till mellersta Norge, Sverige och södra Finland. Söderut finns den till Pyrenéerna och Italien. Den finns inte på Island och Färöarna.

## Biotop
Gullpudra trivs på fuktig mark och växer ofta intill källor och bäckar. Den kan signalera var det kan vara lämpligt att gräva en brunn. Det visste August Strindberg, och han har i ett av sina verk skrivit:
| ” | Där gullpudran växer, finns det vatten | „ |

## Etymologi
Gullpudrans artepitet, alternifolium, syftar på att örten har växelvis sittande blad. Äldre namn på gullpudra är bland annat mjeltört och jordnafle.

## Bygdemål
| Namn | Trakt | Förklaring | Referens |
| ---- | ----- | ---------- | -------- |
| Viv  | Närke |            | [ 1 ]    |